# ラジオ鷲宮
ラジオ鷲宮（らじおわしみや）は、久喜市商工会青年部が運営するミニFM。FMラジオ鷲宮、FM鷲宮とも呼ばれる。2010年5月5日開設。

## 概要
鷲宮神社前の大酉茶屋田々（旧称大酉茶屋わしのみや）2階より、毎週日曜日午後1時からオリジナル番組を生放送をしている。周波数は89.2MHz、可聴範囲は大酉茶屋の周囲半径約50m圏内に限られるが、ニコニコ生放送にて映像付きで同時配信する。
過去には、USTREAMやYouTubeので同時配信を行っていた。
アニメ「らき☆すた」のファンら聴取者は、大酉茶屋周辺に集まってラジオを聞くという。正月三が日には鷲宮神社に47万人の参拝客が詰め掛け、聴取者も最も多くなるといわれる。
2011年（平成23年）12月の久喜市議会では、ラジオ鷲宮への出演意思を問われた田中暄二久喜市長が、久喜市のPRに絶好の機会であるとして、出演に前向きな答弁を行っていた。2012年（平成24年）6月には市長のラジオ出演が実現し、市長による地域医療ネットワークシステムのPRなどが行われた。
2017年（平成29年）2月に大酉茶屋は閉店、2018年（平成30年）11月に再開店したが、この間も放送は継続していた。

## 沿革
2010年（平成22年）
- 5月5日にOffice Stray Catのイベントとして1回限りの予定で放送[1][8][9]、以後10月まで鷲宮商工会との共催により月1回の生放送
- 11月以降、諸事情により運営は鷲宮商工会に移行

2011年（平成23年）
- 4月に放送形態をリニューアル。それまでの月1回から日曜毎になり、週替わりパーソナリティが採用される。

2012年（平成24年）
- 2月にすべての番組をリニューアル
- 8月は放送休止となり、9月にも番組を再編[10]

2013年（平成25年）
- 1月 年越し・新年放送後に更新停止
- 4月に制作スタッフを募集し、5月より再開[11]
- 9月 YouTubeにチャンネルを開設
- 10月よりニコニコ生放送にチャンネルを開設[12]、同時配信を開始[脚注 2]
- 12月に鷲宮商工会は、他2商工会と共に久喜市商工会と合併し、久喜市商工会鷲宮支所となる。

2014年（平成26年）
- 9月より「わしのみやTV」開始。ミニFMとして音声放送せず、ニコニコチャンネルで映像配信する形態。[13][脚注 3]。
- 11月9日 香川県で開催されたキャラ★フェスで出張配信を実施[15]

2020年（令和2年）
- 5月5日 開設10周年

## 番組
2021年（令和3年）12月現在
- わしのみやSunday Park
- ごごらじ!
- 日常の隙間ちゃんねる
- ぽぷらジオ
- よりみちらじお
- 犬ちゃんの旅日記DX

### 過去の番組
- 鷲Sっていいとも!
- みからじ。
- 無為より無謀@鷲にな
- 若人ラジオ
- 鷲宮SNSプレゼンツ 情報発掘バラエティ HACK２
- パックイン鷲宮
- 月刊くるままにあ。
- のほほ～～んらじお
- 小さな喫茶店
- ハチナナ世代
- Fantastic Time-つながりタイム☆
- Fantastic Time-つながりタイム☆- 2nd Edition -
- 潔くも柔く
- 鷲宮ジンジャーエール
- かえでの鷲宮☆ららばい
- 浅見ユウコのアサミサンデー
- ワクワクノカケラ
- 菊谷優香のきくくり＊きくくり＊聴いてクリ☆
- ヴォイたまラジオ
- ビビリな俺が人生をプレイしてみた
- わしのみや!オールナイトニッポンJIN
- 君は灼熱の太陽だったんだ
- ねくらじお～休日のみテンション高め～
- 小新井涼の鷲宮で飲ませて下さい!
- Ｍラジ
- 犬ちゃん旅日記
- しほぐるまぁの鷲宮これくしょん
- オタ婚超会議
- アラフィフおやじの鷲宮ララバイ
- あみぱとらじお
- 久喜市商工会青年部ラジオ クッキーちゃんねる
- ありの実ラジオ
- いろどりらじお

## パーソナリティ
2021年（令和3年）12月現在
- 宮﨑誠弥
- 岬真菜穂
- 布久島愛美
- 島田吉則
- しほぐるまぁ(志保車)
- 犬ちゃん
- 不動岡高校放送部
- 久喜高校放送部

### 過去のパーソナリティ
- みかりん
- 神谷ニナ
- ほりごん
- 鷲宮SNS
- 鷲宮商工会広報委員会(島田吉則・早水昭人)
- 夢咲ゆりあ
- 高田そ連兵
- はにわ大魔神
- 気まぐれ酉
- 志水ユウタ
- 長坂和明
- 菅野秀之
- なな
- K-TA
- 伯姫楓
- 浅見ユウコ
- 富岡ヒロミチ
- 村上由香
- 菊谷優香
- D-cat
- 久喜幕府
- 草饅頭
- K志
- 小新井涼
- グリスタ
- コウスケ
- 松本真治(松本P)
- 若林
- 棒人間
- ぱとら
- あみ熊
- 白岡高校放送部
- 栗橋北彩高校放送部